# ناهنجاری‌های واژن

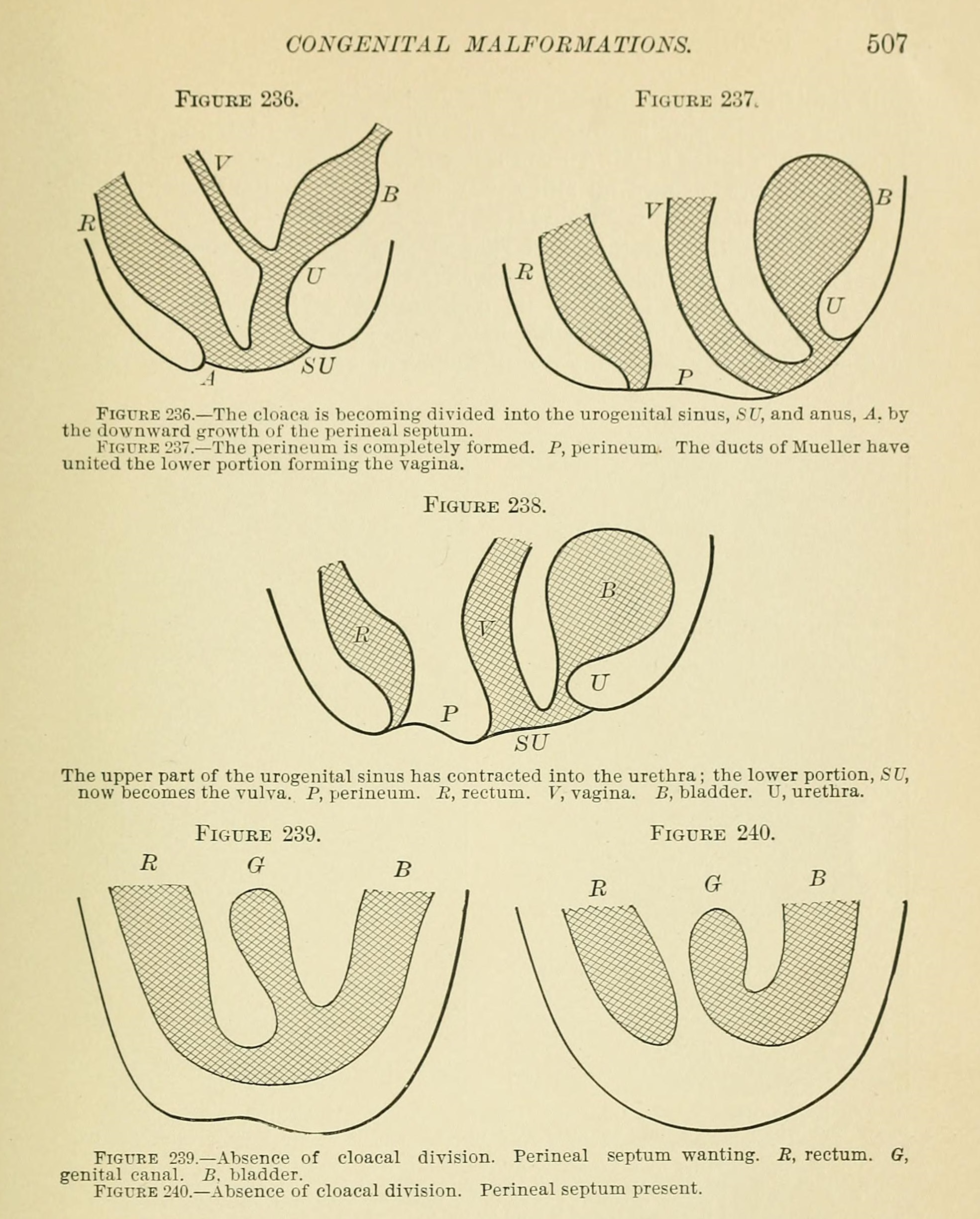
یک کتاب مرجع پزشکی زنان در ۱۹۰۴ که برخی از ناهنجاری‌های واژن را شرح می‌دهد.

ناهنجاری‌های واژن (انگلیسی: Vaginal anomalies) ناهنجاری‌های مادرزادی ساختاری و غیرطبیعی واژن هستند که در طول رشد رویان مؤنث در دستگاه تناسلی تشکیل می‌شوند (یا بخشی از آن تشکیل نمی‌شوند) و در نهایت منجر به یک واژن غیرطبیعی یا حتی عدم ساخت واژن می‌گردند.
ناهنجاری‌های‌ واژن در صورت وجود، اغلب با ناهنجاری‌های رحمی، اسکلتی و ادراری همراه هستند؛ چرا که این ساختارها در زمان‌های حیاتی تشکیل اعضا داخلی بدن، همچون واژن، بیشتر مستعد ابتلا به اختلال ساختاری هستند. بسیاری از این نقایص تحت عنوان گسترده‌تر «ناهنجاری‌های مجرای مولر» طبقه‌بندی می‌شوند. ناهنجاری‌های مجرای مولر به دلیل اختلال رشد دستگاه تناسلی در دوران جنینی ایجاد می‌شود.
سایر عارضه‌های مجزای ناهنجاری‌های واژن ممکن است بدون هیچ دلیل قابل توجیهی رخ دهند. ادر بیشتر اوقات ناهنجاری‌های واژن بخشی از مجموعه ای از نقایص یا سندرم‌ها هستند. علاوه بر اینها، وراثت هم می‌تواند نقش مهمی در مواجهه پیش از تولد با برخی از مواد تراتوژن داشته باشد. بسیاری از ناهنجاری‌های واژن در بدو تولد تشخیص داده نمی‌شوند زیرا اندام تناسلی خارجی طبیعی به نظر می‌رسد. سایر اندام‌های دستگاه تناسلی ممکن است تحت تأثیر ناهنجاری واژن قرار نگیرند. رحم، لوله‌های رحم و تخمدان‌ها علیرغم وجود نقص واژن و دستگاه تناسلی خارجی می‌توانند عملکردی طبیعی داشته باشند.
ناهنجاری واژن ممکن است اثری بر باروری نداشته باشد. با آن که این موضوع بستگی به وسعت و شدت نقص واژن دارد، اما امکان وقوع لقاح وجود دارد. در مواردی که عملکرد تخمدان مختل نشده‌است، لقاح مصنوعی ممکن است موفقیت‌آمیز باشد. عملکرد تخمدان‌ها در یک زن مبتلا به نقص واژن، امکان لانه‌گزینی تخمک بارورشده را در رحم یک فرد سالم دیگر فراهم می‌کند. به هر حال در برخی موارد، یک لقاح موفق امکان‌پذیر است. طول واژن از ۶٫۵ تا ۱۲٫۵ سانتی‌متر متغیر است. از آنجایی که این اندازه اندکی کوتاه‌تر از مقیاس‌های قدیمی‌تر است، ممکن است بر تشخیص صحیح بیماری در زنان مبتلا به آژنزی یا هیپوپلازی واژن اثر بگذارد و این زنان بدون آنکه ضرورتی داشته باشند تشویق به جراحی و افزایش اندازه واژن شوند.
ناهنجاری‌های واژن ممکن است باعث مشکل در ادرار کردن، لقاح، بارداری و اختلال در رابطه جنسی شود. بروز اثرات روانی-اجتماعی نیز محتمل است.

## علائم و نشانه‌ها

### ناهنجاری‌های منفرد و غیر ارثی
برخی از ناهنجاری‌ها در معاینه پس از تولد یا زمانی کشف می‌شوند که رشد ویژگی‌های جنسی آنطور که انتظار می‌رود پیشرفت نمی‌کند. نقایصی که مانع از جریان قاعدگی می‌شوند، با بروز آمنوره آشکار می‌شوند.

### سندرم‌ها
شناسایی سندرم‌ها ممکن است بیشتر طول بکشد زیرا نادر هستند و اغلب شامل خطاهایی در متابولیسم می‌شوند. بسیاری از سندرم‌ها علائم و نشانه‌های مشابهی دارند.

### نقایص همراه رحم
برخی نقایص رحم می‌تواند با ناهنجاری‌های واژن همراه باشند:
- آژنزی مولرین (فقدان رحم): رحم وجود ندارد. واژن یا خیلی بدوی و ناقص است یا اصلاً وجود ندارد.[۱۲][۱۳]
- رحم دوتایی (رحم دوگانه): رحم دارای دیوارهٔ داخلی عرضی است
- رحم تیغه‌دار: (دیواره یا ستیغ داخلی): واژن یک ستیغ کامل درونی دارد.
- رحم بدوی: باقیمانده رحمی است که به دهانه رحم و واژن متصل نیست.

زنان مبتلا به ناهنجاری‌های رحمی ممکن است ناهنجاری‌های کلیوی مرتبط از جمله آژنزی یک طرفه (عدم تشکیل) کلیه هم داشته باشند.

## دلایل
علت موارد منفرد (غیرارثی) ناهنجاری‌های واژن همیشه قابل شناسایی نیست، اگرچه اختلال در رشد جنینی واژن احتمالاً در این مورد نقش دارد.

## روش تشخیص
روش‌های تصویربرداری از جمله روش کنتراست رتروگراد معمولاً در تشخیص ناهنجاری‌های واژن مفید هستند. انجام سونوگرافی آنومالی هم مفید است به ویژه برای تشخیص سندرم‌های ادراری-تناسلی. نقایص ژنتیکی و متابولیکی نیازمند آزمایش‌های بیشتری جهت تشخیص دقیق هستند.

## مدیریت درمان
ناهنجاری‌های واژن با جراحی درمان می‌شوند. برای آن دسته از دختران و زنانی که واژن ندارند، می‌توان یک «نئوواژن» (واژن جدید) ساخت. تیغه‌ها و دیواره‌های درونی واژن را می‌توان با جراحی برداشت.
شایع‌ترین ناهنجاری واژن، پرده بکارت بدون سوراخ است. این ناهنجاری اغلب آنقدر واضح است که برخی متخصصان کودکان می‌توانند آن را در مدت کوتاهی پس از تولد تشخیص داده شود. اصلاح پرده بکارت بدون سوراخ ممکن است تا سن بلوغ به تعویق بیفتد. پرده بکارت ممکن است به‌طور غیرعادی ضخیم یا تا حدی به دلیل وجود نوارهای فیبری بافت همبند مسدود شود. پرده بکارت بدون سوراخ نیز ممکن است با سایر ناهنجاری‌ها همچون دیواره درونی همراه باشد. یک پرده بکارت بدون سوراخ می‌تواند جابجا شده و در محلی که انتظار می‌رود نباشد. سایر ناهنجاری‌های پرده بکارت شامل پرده ستیغ‌دار، نابجایی پرده و پرده بکارتی است که سوراخ‌های بسیار ریز دارد. گاهی به ندرت، پرده بکارت دوتایی هم وجود دارد. پردۀ بکارت بدون سوراخ، با برش و خالی کردن محتویات جمع شده در پشت آن درمان می‌شود. گاهی حاشیه کوچکی از بافت پردۀ بکارت در اطراف دهانه واژن باقی می‌ماند.
هایپرپلازی مادرزادی آدرنال می‌تواند باعث رشد غیرطبیعی واژن شود. آدنوز واژن وجود غیرطبیعی بافت دهانه رحم و رحم در دیواره واژن است. ده درصد از زنان دچار این عارضه هستند و علامتی هم ندارند آدنوز به‌ندرت به بدخیمی تبدیل می‌شود. اکستروفی کلواک وضعیتی است که در آن دو واژن وجود دارد. ۱ نفر از هر ۵۰۰۰ زن دچار آژنزی واژن یا فقدان کامل واژن است. همی‌واژن وجود غیرطبیعی یک واژن ناقص است که به دیواره واژن طبیعی چسبیده‌است. دهانهٔ همی‌واژن به واژن طبیعی باز نمی‌شود و به یک رحم ثانویهٔ غیرطبیعی متصل است. هیپوپلازی واژن به معنای رشد ناقص و تکامل ناکافی واژن است و در بیماران مبتلا به سندرم عدم حساسیت کامل به آندروژن یافت می‌شود. سپتوم‌های واژن ساختارهایی دیواره مانند متشکل از بافت فیبری هستند که واژن را مسدود می‌کنند. این بافت به صورت افقی گسترش می‌یابد، کانال واژن را به‌طور کامل یا نیمه مسدود می‌کند یا آنکه با گسترش عرضی، اساساً دو واژن ایجاد می‌کند که به یک رحم طبیعی متصل هستند. سپتوم واژن می‌تواند از جلوی جریان طبیعی خون قاعدگی را بگیرد و منجر به مقاربت دردناک شود، اگرچه برخی از زنان هیچ‌گونه علائمی ندارند. بسیاری از ناهنجاری‌های واژن در بدو تولد تشخیص داده نمی‌شوند زیرا اندام تناسلی خارجی طبیعی به نظر برسد.
| ناهنجاری‌های ساختاری    | میزان بروز     | توضیح‌ها/واژگان مترادف | درمان                            | منابع                                                                |
| ---------------------- | -------------- | --- | -------------------------------- | -------------------------------------------------------------------- |
| پرده بکارت بدون سوراخ  | ۱ در ۲۰۰۰-۱۰۰۰ | موکومتروکولپوس و هماتوکولپوس از عوارض این بیماری هستند. | جراحی                            | [ ۲۲ ] [ ۱ ] [ ۲۳ ] [ ۴۳ ] [ ۴۴ ]                                    |
| آدنوز واژن             | ۱ در ۱۰        | در بسیاری موارد بدون علامت است. | ندارد                            | [ ۳۰ ] [ ۴۵ ] [ ۲۹ ]                                                 |
| اکستروفی کلواک         | ۳٫۳ در ۱۰۰٬۰۰۰ | مترادف: امفالوسل-اکستروفی-مقعد بدون سوراخ-ناهنجاری‌های نخاعی (OEIS) | جراحی                            | [ ۳۱ ] [ ۳۲ ] [ ۴۶ ] [ ۴۷ ] [ ۴۸ ] [ ۳۳ ] [ ۱ ] [ ۴۹ ] [ ۵۰ ] [ ۵۱ ] |
| آژنزی واژن             | ۱ در ۵۰۰۰      | | جراحی                            | [ ۳۸ ] [ ۳۷ ] [ ۱ ] [ ۳۴ ]                                           |
| همی‌واژن                |                | همی‌واژن به درون واژن طبیعی راه ندارد بلکه به رحم دوم غیرطبیعی متصل می‌شود، همی‌واژن همچنین در سندرم رحم دوگانه با همی‌واژینای انسدادی و آژنزی کلیه در همان سمت (OHVIRA) رخ می‌دهد. |                                  | [ ۵۲ ] [ ۳۵ ]                                                        |
| هیپوپلازی واژن         |                | |                                  | [ ۳۶ ]                                                               |
| آترزی واژن             |                | |                                  | [ ۲ ] [ ۳۴ ]                                                         |
| فیستول مادرزادی واژن   |                | | جراحی                            | [ ۵۳ ] [ ۵۴ ]                                                        |
| تیغه/دیوارۀ داخلی واژن | ۱ در ۷۰٬۰۰۰    | دیوارهٔ داخلی ممکن است از جریان خون قاعدگی جلوگیری کند و منجر به مقاربت دردناک شود. برخی مبتلایان هیچ علامتی ندارند. دیواره‌های عرضی اغلب با ناهنجاری‌های کلیوی همراه هستند.      | جراحی یا گاهی بدون نیاز به درمان | [ ۴۰ ] [ ۳۶ ] [ ۴۲ ] [ ۳۱ ] [ ۲۳ ] [ ۵۵ ] [ ۵۶ ]                     |
| کلواک پایدار           |                | |                                  | [ ۵۷ ] [ ۱ ]                                                         |
| سینوس ادراری-تناسلی    |                | سیستم ادراری و واژن هر دو به درون یک مجرای مشترک باز می‌شود |                                  | [ ۵۸ ] [ ۱ ] [ ۵۹ ]                                                  |

## ناهنجاری‌های مرتبط با سندرم‌ها
برخی از سندرم‌های مادرزادی با ناهنجاری‌های واژن و همراه با سایر بیماری‌های جدی تظاهر می‌یابند. نمونه ای از موارد نشانگان فریزر، کمبود WNT4 و نشانگان باردت–بیدل است. ناهنجاری‌های منفرد و غیر مادرزادی واژن ممکن است بدون هیچ‌گونه دلیل قابل توضیحی رخ دهد و در برخی موارد نیز، این ناهنجاری‌ها بخشی از یک نشانگان یا مجموعه‌ای از ناهنجاری‌های دیگر هستند. منشأ بسیاری از ناهنجاری‌های واژن، اختلال در مرحله جنینی رشد دستگاه تناسلی است. وراثت نیز ممکن است نقشی را ایفا کند، همان‌طور که قرار گرفتن در معرض برخی هورمون‌ها و مواد تراتوژن پیش از تولد نیز در بروز این ناهنجاری‌ها نقش دارند. اگرچه وجود یک ناهنجاری واژن لزوماً از لقاح و بارداری موفق در صورت وجود رحم و تخمدان‌های طبیعی جلوگیری نمی‌کند، اما ممکن است خطر سقط جنین را افزایش دهد.
| نشانگان                     | نام مخفف     | منابع                                            |
| --------------------------- | ------------ | ------------------------------------------------ |
| نشانگان فریزر               |              | [ ۳۸ ] [ ۶۱ ] [ ۶۲ ] [ ۶۳ ] [ ۶۴ ] [ ۶۵ ] [ ۶۶ ] |
| کمبود WNT4                  |              | [ ۳۸ ] [ ۶۷ ] [ ۳۳ ]                             |
| نشانگان باردت–بیدل          | BBS          | [ ۳۸ ] [ ۶۸ ]                                    |
| نشانگان مک‌کوسیک–کافمن       |              | [ ۶۹ ] [ ۷۰ ]                                    |
| نشانگان هرلین–ورنر–ووندرلیش | HWW ، OHVIRA | [ ۷۱ ] [ ۷۲ ] [ ۷۳ ] [ ۷۴ ]                      |
| ناهنجاری‌های مولرین          |              | [ ۲ ] [ ۳۴ ]                                     |
| آژنزی مولرین                | MRKH         | [ ۱۲ ] [ ۱۳ ]                                    |
| هایپرپلازی مادرزادی آدرنال  | CAH          | [ ۵۸ ]                                           |
| کمپلکس اوئی‌آی‌اس             |              | [ ۵۱ ]                                           |
| کمپلکس اکستروفی-اپیسپادیاس  |              | [ ۷۵ ]                                           |

قرار گرفتن در معرض برخی از هورمون‌ها می‌تواند باعث ناهنجاری‌های واژن شود و همچنین کمبود هورمون‌های لازم برای رشد طبیعی نیز می‌توانند سبب‌ساز چنین ناهنجاری‌هایی باشند. دی‌اتیل‌استیل بسترول که قبلاً (و به اشتباه) به نام «استیلبوسترول» نیز شناخته می‌شد، یک استروژن و تراتوژن غیر استروئیدی مصنوعی (ترکیب آلی) است که قادر است در جنین در حال رشد، ناهنجاری‌های واژن ایجاد شود.

## همه‌گیرشناسی
میزان بروز نقایص واژن بسیار متغیر است و گاهی آمار مربوط به آن برخی فقط از طریق انجام مطالعات موردی به دست می‌آید. میزان شیوع پرده بکارت بدون سوراخ، ۱ در ۱۰۰۰ است.

## تاریخچه

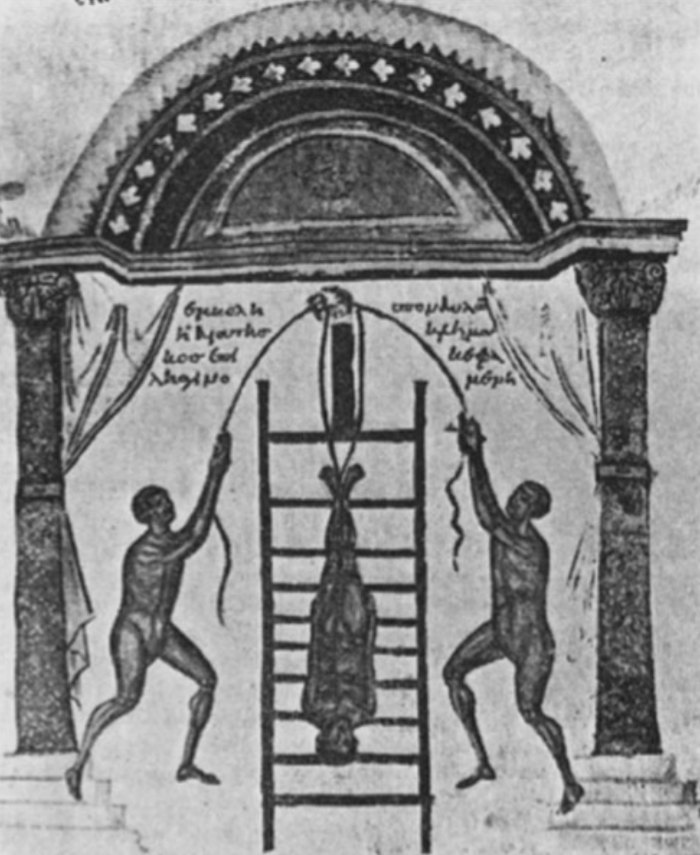
یک روش درمانی در یونان باستان برای درمان افتادگی شدید رحم که از سوراه درونی واژن بیرون زده باشد.

ذکر ناهنجاری‌های واژن و افتادگی اندام لگنی در فرهنگ‌ها و مکان‌های کهن قابل توجه است. در ۱۵۰۰ ق.م. مصریان در مورد «افتادن رحم» نوشتند. در ۴۰۰ ق.م. یک پزشک یونانی مشاهدات و درمان‌های خود را چنین ثبت کرد:
«بعد از اینکه بیمار به یک سازه نردبان‌مانند بسته شد، او را به سمت بالا خم کردند به طوری که سرش به سمت پایین قاب قرار گرفت. سپس آن سازه به مدت تقریباً ۵–۳ دقیقه و کم و بیش سریع، به سمت بالا و پایین حرکت کرد. بیمار در وضعیت معکوس قرار داشت، تصور می‌شد که اندام‌های در حال افتادگی دستگاه تناسلی با نیروی گرانش و حرکت تکان‌دهنده به وضعیت طبیعی خود بازمی‌گردند.»
بقراط همچنین بیرون‌زدگی سایر اعضا درونی بدن را از طریق واژن توصیف کرد. در سال ۱۵۲۱، یاکوپو برنگاریو دا کارپی نخستین درمان جراحی بیرون‌افتادگی را انجام داد. این کار با بستن یک طناب به دور عضو بیرون‌زده انجام می‌شد، به‌نحوی که آن را به مدت دو روز سفت می‌کرد تا خونرسانی‌اش قطع و دچار مرگ بافتی شود و سپس آن را قطع می‌کرد. سپس شراب، آلوئه و عسل را روی ریشه بافی مانده قرار داده می‌شد.
منابع مربوط به وجود ناهنجاری‌های واژن در ارتباط با آژنزی مولرین به ۳۰۰ سال قبل از میلاد مسیح بازمی‌گردد، زمانی که یک مورخ یک مورد از آژنزی واژن را توصیف کرد.
در سال ۱۸۲۳، پزشکان دیگر پیشنهاد کردند که واژینوپلاستی ممکن است درمان خوبی برای بیرون‌زدگی اندام لگنی باشد. در سال ۱۸۳۰، اولین تشریح واژن بر روی یک زن زنده انجام شد. سایر روش‌های بازسازی واژن در سال ۱۸۳۴ شرح داده شد و درمان گاهی بخیه زدن لبه‌های ناقص واژن بود. یکی از روش‌های درمان کشیدگی واژن در سال ۱۸۵۹ برداشتن دهانه رحم بود. در سال ۱۸۶۶، روش‌هایی که شبیه به روش‌های امروزی، مورد استفاده قرار گرفت. برای جراحی دیواره قدامی واژن، دیگر نیلزی به ترمیم تمام‌لایه‌ای دیواره نبود. جراحی به نام «سیم» متعاقباً روش دیگری را ارائه نمود که نیازی به بریدن تمام ضخامت جدارهٔ واژن نداشت. مدت کوتاهی پس از این، پیشنهاد شد که اتصال مجدد واژن به ساختارهای نگهدارنده موفقیت آمیزتر بوده و منجر به عود کمتری می‌شود. همین پیشنهاد دوباره در سال ۱۹۷۶ مطرح شد اما بررسی‌های بیشتر نشان داد که میزان عود کمتر نیست. پیشرفت‌های بیشتر در سال ۱۹۶۱ و هنگامی حاصل شد که جراحان از روش اتصال مجدد دیوارهٔ قدامی واژن به رباط کوپر استفاده کردند.
در سال ۱۹۵۵ از توری جراحی (surgical mesh) برای تقویت بافت لگن استفاده شد. در سال ۱۹۷۰، بافت خوک‌ها برای تقویت دیواره قدامی واژن مورد استفاده قرار گرفت. از سال ۱۹۷۶، همراه با جراحی برداشتن واژن جهت درمان افتادگی مثانه، شیوه‌های بخیه زدن هم ارتقا یافت. در سال ۱۹۹۱، فرضیه‌های علمی پیشین مربوط به کالبدشناسی دقیق ساختارهای نگهدارنده لگن در مورد وجود برخی از ساختارهای لگنی و عدم وجود برخی دیگر مورد تردید قرار گرفت. در سال‌های اخیر از سلول‌های بنیادی و جراحی لاپاراسکوپی به کمک ربات در حین واژینکتومی و واژینوپلاستی استفاده می‌شود.